# 好美里
好美里是中華民國嘉義縣布袋鎮的一個里，早期稱作魍港、蚊港、虎尾寮，位於布袋鎮西南隅，南以八掌溪與台南市毗鄰，面積6.8930平方公里。